# 해총
해총(海葱, squill; sea onion)은 은 비짜루과(아스파라거스과) 무릇아과에 속하는 속씨식물의 일종이다. 학명은 드리미아 마리티마(라틴어: Drimia maritima). 남유럽, 서아시아, 북아프리카 원산이다.

## 사진

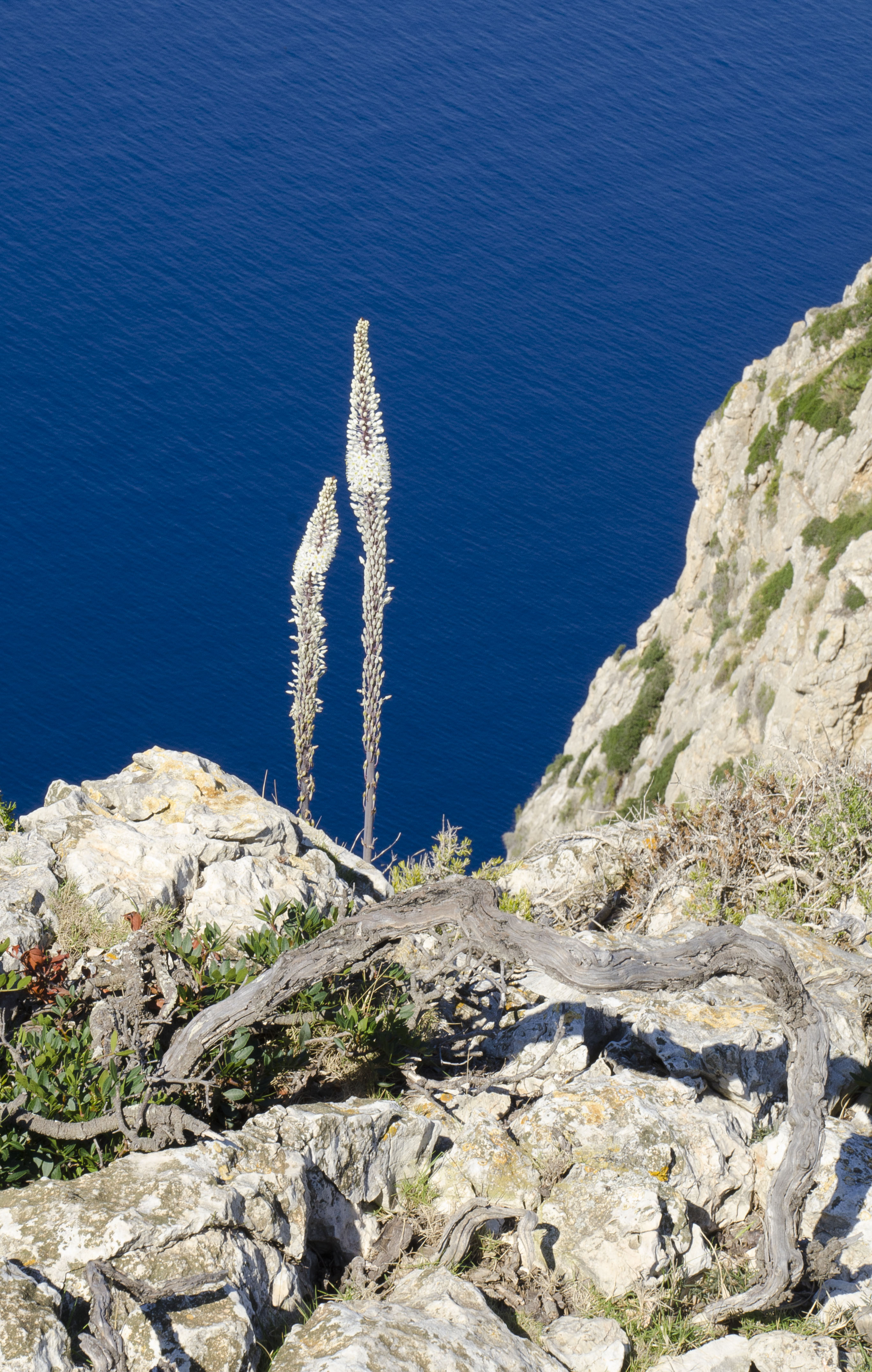
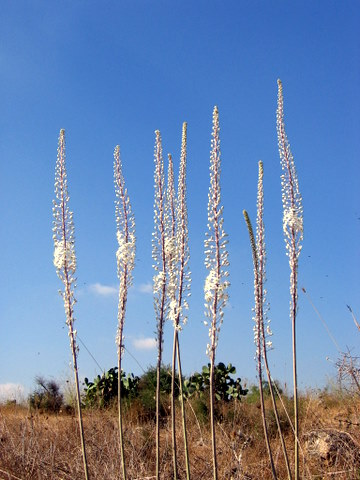
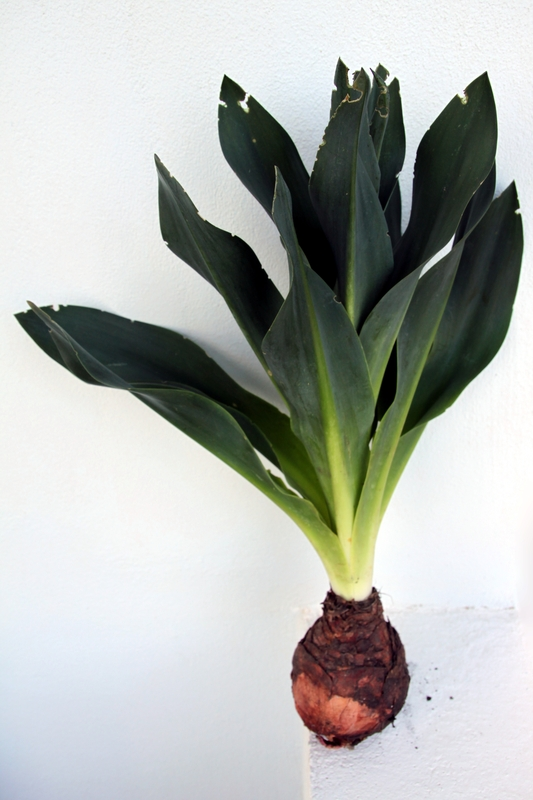
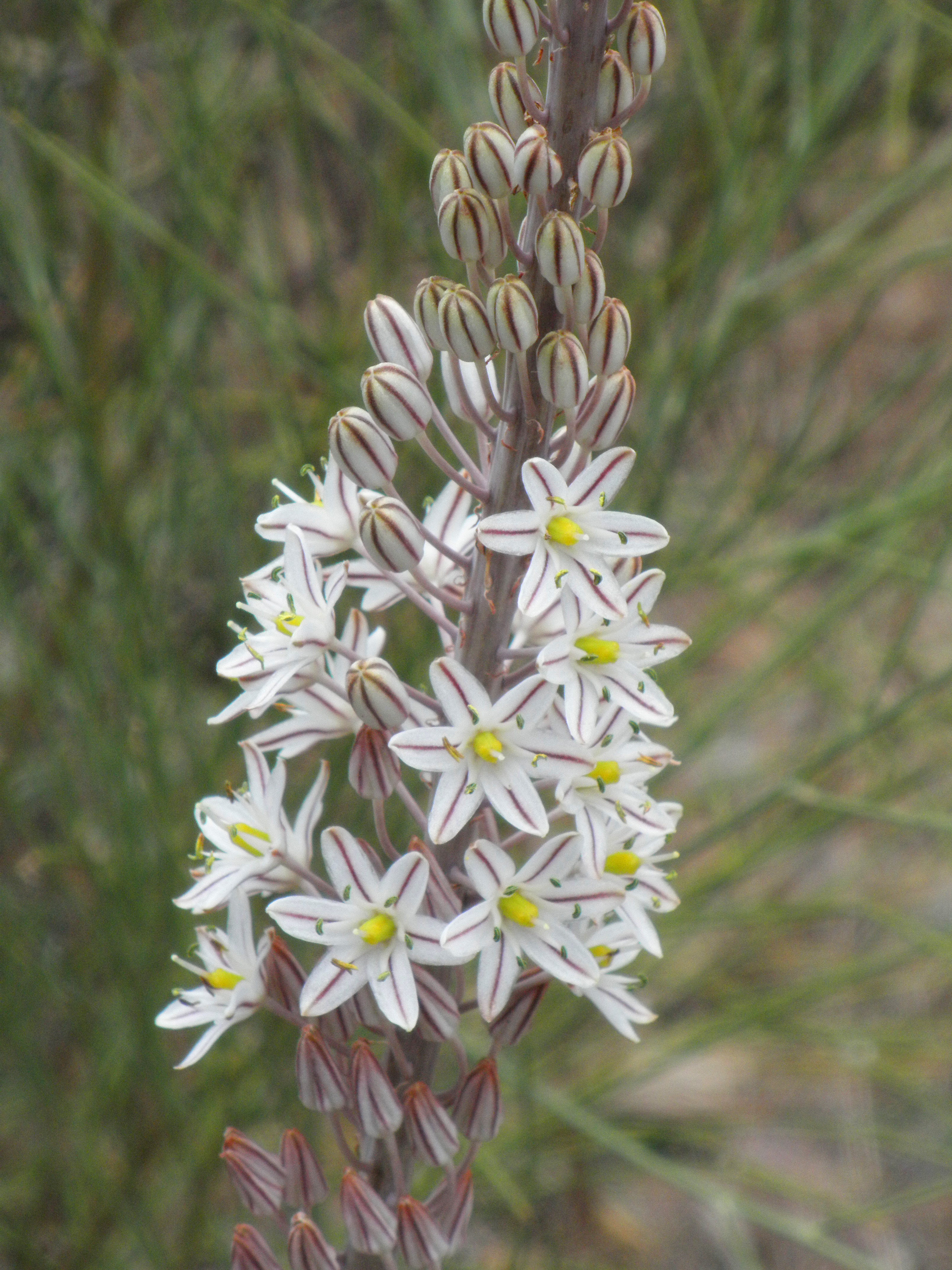
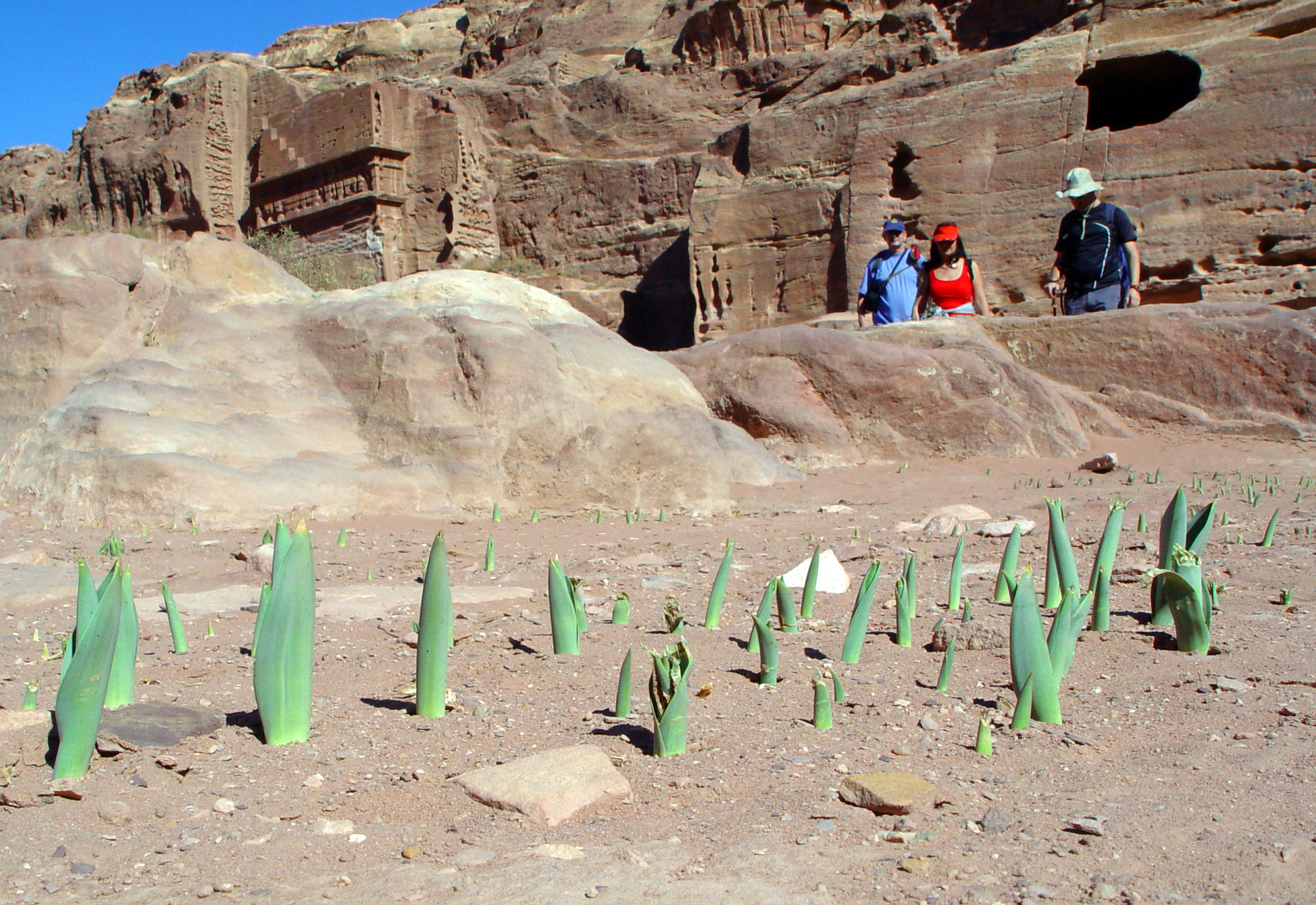
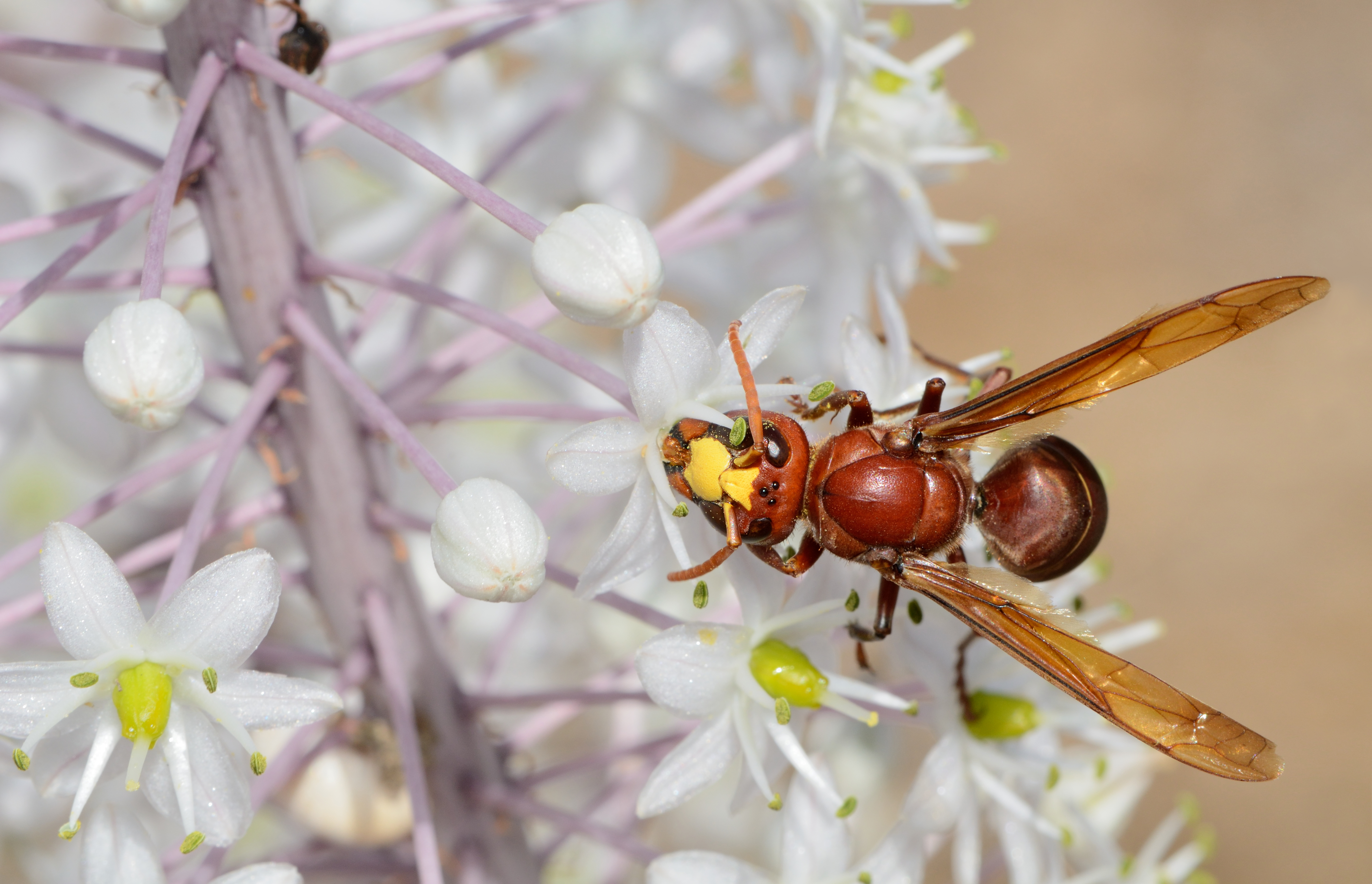